# Preludiul gloriei
Preludiul gloriei  (titlul original: în franceză Prélude à la gloire) este un film dramatic francez, realizat în 1950 de regizorul Georges Lacombe, ce prezintă perioada de lansare a celebrului dirijor Roberto Benzi..
Protagoniștii filmului sunt actorii Roberto Benzi, în propriul rol, Paul Bernard, Louise Conte, Jean Debucourt. 

## Conținut
Roberto, un băiat de 10 ani, este atras de muzică. Un organist bătrân îi descoperă talentul și începe cu el educația muzicală, care îl va duce în fruntea unei orchestre.

## Distribuție
- Roberto Benzi – Roberto
- Paul Bernard – domnul Victor Dumonteix
- Louise Conte – doamna Dumonteix
- Robert Pizani – Fleuriot
- Jean Debucourt – Maréchal
- Edmond Ardisson – vorbitorul
- Madeleine Barbulée – domnișoara Duchemin
- Jackie Blanchot –
- Charles Blavette – casierul
- René Brun –
- Paul Demange – anticarul
- Janine Guyon –
- Raymond Hermantier
- Felga Lauri – Antonia
- André Le Gall – Gabriel
- Charles Lemontier – directorul teatrului
- Jane Maguenat – mama Josettei
- Nicole Marée – Josette
- Albert Michel – frizerul
- Jacques Sommet – Berthier

## Coloana sonoră
- Les Prélude – muzica de Franz Liszt, dirijor Roberto Benzi, interpretată de Orchestre de la Société des Concerts du Conservatoire

## Trivia
„Preludiul gloriei” (1950) a fost primul film al lui Georges Lacombe, în care a jucat copilul minune, Roberto Benzi. Acest film a fost premiat în cadrul Festivalului de la Cannes, iar Lacombe a regizat un al doilea film cu Roberto Benzi, unde tânărului dirijor i s-a alăturat Jean Marais, în Chemarea destinului.